# John Mengelt
John P. Mengelt (La Crosse, Wisconsin, 16 de octubre de 1949) es un exjugador de baloncesto estadounidense que jugó diez temporadas en la NBA, y una más en la liga italiana. Con 1,88 metros de estatura, lo hacía en la posición de base.

## Trayectoria deportiva

### Universidad
Jugó durante cuatro temporadas en los Tigers de la Universidad de Auburn, en las que promedió 24,9 puntos y 4,8 rebotes por partido. El 14 de febrero de 1970 batió el récord histórico de puntos en un partido de los Tigers ante Alabama Crimson Tide, al conseguir 60 puntos, en un partido en el que había sido ya sentado en el banquillo por su entrenador, dada la abultada diferencia en el marcador, pero éste fue informado de que Mengelt llevaba 58 puntos, y le dio la oportunidad de redondear esa cifra, pero con la condición de realizar un único lanzamiento, tras el cual iría de vuelta al banquillo. En sus dos últimas temporadas fue incluido en el mejor quinteto de la Southeastern Conference.

### Profesional
Fue elegido en la vigésimo primera posición del Draft de la NBA de 1971 por Cincinnati Royals, y también por los Indiana Pacers en el draft de la ABA, firmando con los primeros. En su primera temporada fue uno de los jugadores más destacados en el equipo que dirigía el mítico Bob Cousy, y a pesar de jugar poco más de 18 minutos por partido, promedió 10,0 puntos y 1,9 asistencias por partido, el segundo más eficaz de los Royals por detrás de Tiny Archibald.
El equipo se trasladó al año siguiente a Kansas City, convirtiéndose en los Kansas City-Omaha Kings, y a pesar de su buena temporada anterior, con tan sólo 12 partidos disputados fue traspasado a Detroit Pistons. Allí se repartió los minutos en pista con Stu Lantz, jugando tres temporadas a un buen nivel, destacando la 1974-75, en la que promedió 11,0 puntos y 2,5 asistencias por partido.
En 1976 es traspasado a Chicago Bulls, donde juega tres temporadas a un buen nivel, rondando los 10 puntos por partido, pero en la temporada 1979-80 su aportación decae estrepitosamente, jugando poco más de 10 minutos por partido para promediar 6,1 puntos y 1,1 asistencias, siendo despedido al finalizar la misma.
Al año siguiente decide continuar su carrera en la Serie A2 italiana, fichando por el Latte Matese Caserta, donde en su única temporada promedió 26,9 puntos y 3,4 rebotes por partido, hasta que en el mes de marzo regresa a su país para fichar por lo que resta de temporada por los Golden State Warriors, pero solo disputa dos partidos en los que no logra anotar ni un solo punto, siendo despedido y abandonando definitivamente el baloncesto.

## Estadísticas de su carrera en la NBA

### Temporada regular
| Temporada | Edad | Equipo                  | Liga | P   | TIT | MIN  | TC  | TCA | %TC  | 3P  | 3PA | %3P  | TL  | TLA | %TL  | R.OF. | R.DEF. | REB | ASIS | ROB | TAP | PER | FP  | PTS  |
| 1971-72   | 22   | Cincinnati Royals       | NBA  | 78  |     | 18.4 | 3.7 | 7.8 | .474 |     |     |      | 2.7 | 3.2 | .825 |       |        | 1.9 | 1.9  |     |     |     | 2.1 | 10.0 |
| 1972-73   | 23   | TOTAL                   | NBA  | 79  |     | 20.8 | 4.1 | 8.2 | .492 |     |     |      | 1.6 | 2.0 | .794 |       |        | 2.3 | 1.9  |     |     |     | 1.9 | 9.7  |
| 1972-73   | 23   | Kansas City-Omaha Kings | NBA  | 12  |     | 17.7 | 2.2 | 5.7 | .382 |     |     |      | 0.9 | 1.6 | .579 |       |        | 1.8 | 2.1  |     |     |     | 2.0 | 5.3  |
| 1972-73   | 23   | Detroit Pistons         | NBA  | 67  |     | 21.4 | 4.4 | 8.7 | .504 |     |     |      | 1.7 | 2.1 | .823 |       |        | 2.4 | 1.9  |     |     |     | 1.9 | 10.5 |
| 1973-74   | 24   | Detroit Pistons         | NBA  | 77  |     | 20.2 | 3.2 | 7.2 | .446 |     |     |      | 2.4 | 3.0 | .795 | 0.5   | 2.2    | 2.7 | 1.9  | 0.9 | 0.1 |     | 2.1 | 8.8  |
| 1974-75   | 25   | Detroit Pistons         | NBA  | 80  |     | 24.9 | 4.2 | 8.8 | .479 |     |     |      | 2.6 | 3.1 | .851 | 0.5   | 1.9    | 2.4 | 2.5  | 0.9 | 0.1 |     | 2.5 | 11.0 |
| 1975-76   | 26   | Detroit Pistons         | NBA  | 67  |     | 16.5 | 3.9 | 8.1 | .489 |     |     |      | 2.9 | 3.5 | .810 | 0.4   | 1.3    | 1.7 | 1.6  | 0.6 | 0.1 |     | 2.1 | 10.7 |
| 1976-77   | 27   | Chicago Bulls           | NBA  | 61  |     | 19.3 | 3.4 | 7.5 | .456 |     |     |      | 1.5 | 1.9 | .788 | 0.5   | 1.3    | 1.8 | 1.9  | 0.6 | 0.1 |     | 1.7 | 8.3  |
| 1977-78   | 28   | Chicago Bulls           | NBA  | 81  |     | 21.8 | 4.0 | 8.3 | .481 |     |     |      | 2.3 | 2.9 | .773 | 0.5   | 1.1    | 1.6 | 2.9  | 0.6 | 0.0 | 1.5 | 2.1 | 10.3 |
| 1978-79   | 29   | Chicago Bulls           | NBA  | 75  |     | 22.7 | 4.5 | 9.2 | .491 |     |     |      | 2.0 | 2.4 | .824 | 0.3   | 1.2    | 1.6 | 2.5  | 0.6 | 0.1 | 1.6 | 2.0 | 11.0 |
| 1979-80   | 30   | Chicago Bulls           | NBA  | 36  |     | 10.8 | 2.5 | 4.6 | .542 | 0.0 | 0.2 | .000 | 1.1 | 1.4 | .796 | 0.1   | 0.6    | 0.6 | 1.1  | 0.3 | 0.0 | 1.0 | 1.5 | 6.1  |
| 1980-81   | 31   | Golden State Warriors   | NBA  | 2   |     | 5.5  | 0.0 | 2.0 | .000 | 0.0 | 0.0 |      | 0.0 | 0.0 |      | 0.0   | 0.0    | 0.0 | 1.0  | 0.0 | 0.0 | 0.0 | 0.0 | 0.0  |
| Total     |      |                         | NBA  | 636 |     | 20.1 | 3.8 | 7.9 | .479 | 0.0 | 0.2 | .000 | 2.2 | 2.7 | .809 | 0.4   | 1.4    | 1.9 | 2.1  | 0.7 | 0.1 | 1.4 | 2.0 | 9.8  |

### Playoffs
| Temporada | Edad | Equipo          | Liga | P  | MIN | TCA | TC  | 3PA | 3P | TLA | TL | R.OF. | REB | ASIS | ROB | TAP | PER | FP | PTS | %TC  | %3P | %FT  | MIN  | PTS  | REB | AST |
| 1973-74   | 24   | Detroit Pistons | NBA  | 4  | 39  | 5   | 14  |     |    | 7   | 8  | 2     | 7   | 6    | 2   | 0   |     | 6  | 17  | .357 |     | .875 | 9.8  | 4.3  | 1.8 | 1.5 |
| 1974-75   | 25   | Detroit Pistons | NBA  | 3  | 65  | 9   | 23  |     |    | 7   | 9  | 2     | 8   | 9    | 1   | 1   |     | 9  | 25  | .391 |     | .778 | 21.7 | 8.3  | 2.7 | 3.0 |
| 1975-76   | 26   | Detroit Pistons | NBA  | 9  | 119 | 34  | 56  |     |    | 19  | 27 | 2     | 14  | 10   | 4   | 1   |     | 22 | 87  | .607 |     | .704 | 13.2 | 9.7  | 1.6 | 1.1 |
| 1976-77   | 27   | Chicago Bulls   | NBA  | 3  | 67  | 14  | 26  |     |    | 10  | 11 | 0     | 4   | 8    | 4   | 0   |     | 3  | 38  | .538 |     | .909 | 22.3 | 12.7 | 1.3 | 2.7 |
| Total     |      |                 | NBA  | 19 | 290 | 62  | 119 |     |    | 43  | 55 | 6     | 33  | 33   | 11  | 2   |     | 40 | 167 | .521 |     | .782 | 15.3 | 8.8  | 1.7 | 1.7 |